# Aaron David Gordon
Aaron David Gordon o A.D. Gordon (en hebreo: אהרן דוד גורדון; Imperio ruso, 9 de junio de 1856 – Degania Alef, 22 de febrero de 1922) fue uno de los teóricos y activistas más importantes del sionismo. Influenciado por las ideas del ruso León Tolstói, se convirtió en el principal líder del sionismo socialista, influyendo en miles de judíos para que emigraran a la Palestina otomana y llevaran allí una vida basada en el trabajo.

## Introducción
Aaron David Gordon, en idioma ruso: Аарон Давид Гордон; en hebreo: אהרן דוד גורדון) (9 de junio de 1856 - 22 de febrero de 1922), era comúnmente conocido como A. D. Gordon. Gordon era un trabajador agrícola y un activista del movimiento sionista, es considerado el principal pensador del sionismo obrero, mediante sus obras, su pensamiento y su ejemplo personal, dirigió a los pioneros sionistas durante la segunda Aliá. Gordon fue el fundador de una teoría moral que siguió durante su vida y que posteriormente fue llamada por sus contemporáneos "la religión del trabajo".  Gordon ejerció una fuerte influencia ideológica en la creación de los primeros kibutzim, un tipo de asentamiento agrícola israelí.

## Infancia y educación
Aharon David Gordon nació en el pueblo de Troianiv, ubicado en el Óblast de Zhitómir, en la región de Podolia, en Ucrania, Gordon era hijo de una familia judía ortodoxa. Debido a su mala salud, un profesor privado lo educó según la tradición judía. A los 17 años optó por recibir una educación laica en San Petersburgo, donde entró en contacto con la vida cosmopolita y las ideas en auge de la época, además de aprender otros idiomas.

## La vida adulta en Rusia
A los 18 años intentó alistarse en el ejército zarista ruso, pero no fue aceptado por sus problemas físicos. Luego se dedicó a gestionar una gran propiedad rural en Rusia. Se casó siendo joven con su prima Faige Tartakov, con quien tuvo siete hijos (de los cuales sólo dos sobrevivieron). Durante este tiempo fue miembro del movimiento de los amantes de Sion y un ferviente partidario del sionismo.

## Aliá
En 1904, a la edad de 48 años, Gordon decide hacer Aliá, abandonar el Imperio ruso, e ir a vivir a Palestina. Su esposa y su hija lo siguieron después de tres años y emigraron en 1907. Su esposa enfermó y murió apenas cuatro meses después de su llegada. Su hijo, por diferencias ideológicas con su padre, decide quedarse en Rusia, donde murió durante la Primera Guerra Mundial . Gordon trabajó como agricultor en Petaj Tikva, Rishon LeZion y algunas colonias y asentamientos judíos ubicados en Galilea. Finalmente se mudó en 1912 a Degania Alef (el primer kibutz). Por su incansable dedicación a su trabajo, pasó a ser conocido como el “viejo de la azada”, siendo el símbolo de la Segunda Aliyá (1904-1914) y sirviendo como ejemplo para miles de jóvenes judíos. Murió de cáncer de garganta el 22 de febrero de 1922.

## Naturaleza
Inspirado por las ideas de León Tolstói, Gordon creía que existía una unión orgánica entre la naturaleza y todos los seres humanos. Sin embargo, la vida en las ciudades y el modo de vida capitalista, que considera a la naturaleza como un bien a explotar, estaba desviando a la humanidad de su camino natural. Por tanto, el hombre debe reorientarse abandonando la vida urbana e insertándose en la naturaleza.
“Y cuando, oh hombre, regreses a la naturaleza, el día en que se abran tus ojos, mirarás fijamente a los ojos de la naturaleza y en ese espejo verás tu propia imagen”. 

## Sionismo laborista
Gordon creía que la tragedia del pueblo judío podía explicarse por su forma de vida parasitaria en la diáspora. Según Gordon, una nación se identifica y crea vínculos con la tierra en la que vive sólo a través del trabajo manual. La solución, por tanto, se alcanzaría cuando los judíos abandonaran sus profesiones liberales en las ciudades de la diáspora y emigraran a Palestina para trabajar la tierra allí. Gordon formula la idea de la “religión del trabajo”, según la cual los judíos deberían unirse detrás de una religión, y ésta debería ser el trabajo.
“Un pueblo que ha estado completamente divorciado de la naturaleza, que durante dos mil años ha vivido aprisionado entre muros, que se ha acostumbrado a todas las formas de vida excepto a la vida de trabajo, no puede volver a convertirse en un pueblo vital, natural y trabajador., sin utilizar la fuerza de su voluntad hasta el final. Nos falta un elemento fundamental, nos falta el trabajo mediante el cual un pueblo se arraiga en su suelo y su cultura. No un trabajo por obligación, sino un trabajo vinculado al hombre de forma natural, y que lo conecta con su gente, su tierra y su cultura... de ahora en adelante, nuestro principal ideal debe ser el trabajo. Nuestra debilidad está en el trabajo, y el trabajo será nuestra cura. (…)”.
De esta manera, Gordon no predicaba un simple traslado del pueblo judío desde la diáspora judía hasta Palestina, sino más bien una revolución completa del pueblo judío. Para él, la cultura que debía establecerse en el futuro Estado judío no era una cultura académica, sino una cultura sencilla y una economía de pleno empleo.
“Lo que pretendemos establecer en Palestina es un pueblo nuevo y renacido, no una mera colonia de judaísmo disperso, ni una nueva versión de la vida de la diáspora. Nuestro deseo es hacer de Palestina la patria de los judíos del mundo, con las comunidades judías de la diáspora como sus colonias, y no al revés. (…) Sólo en la tierra de Israel podremos tener una cultura viva propia, en consonancia con nuestro espíritu y con nuestros medios, realizando, como pueblo, todo tipo de trabajos”.
Tras su muerte, se fundó el movimiento juvenil sionista Gordonia, que tras varias fusiones, se convirtió en la tnuá Habonim Dror.